# Ernst Borinski
Ernst Borinski (ur. 26 listopada 1901 w Katowicach, zm. 26 maja 1983 w Tougaloo, Missisipi) – niemiecki prawnik i socjolog pochodzenia żydowskiego, który po emigracji do USA i przyjęciu obywatelstwa amerykańskiego przyczynił się do zniesienia praw Jima Crowa w Missisipi w latach pięćdziesiątych i sześćdziesiątych ub. wieku.

## Rodzina Borinskich
Przodkowie Borinskiego byli śląskimi Żydami. W pierwszej połowie XIX w. prapradziadek Ernsta, Adolf Borinski handlował ubraniami i przyprawami w Żorach – jego sklep mieścił się przy tamtejszym Rynku (budynek stoi do dziś).
Dziadek Samuel i jego bracia Luis (w latach 1872–1892 radny Katowic) oraz Wilhelm prowadzili znane sklepy delikatesowe odpowiednio w Królewskiej Hucie, Katowicach i Zabrzu. Ojciec Ernsta – Max Borinski, urodzony 25 lipca 1870 r. w Lublińcu – w 1910 r. był właścicielem sklepu pasmanteryjnego przy Johannstrasse 4, a w 1914 r. właścicielem usytuowanego pod sąsiednim adresem (Johannstrasse 2) sklepu z odzieżą męską. Od lat 70. XIX w. do 1939 r. wysoką renomą cieszył się w Katowicach sklep kolonialno-korzenny wspomnianego wyżej Luisa Borinskiego przy Grundmannstrasse 1, tuż przy katowickim rynku, prowadzony później przez jego synów, Ernsta i Rudolfa jako znane delikatesy przy Grundmannstrasse 3. Karl, syn Luisa, kuzyn Maxa, czyli stryj Ernsta, był cenionym germanistą i historykiem literatury, profesorem Uniwersytetu w Monachium.

## Życiorys
Ernst Borinski gimnazjum ukończył w Katowicach. W 1924 roku otrzymał tytuł licencjata na Uniwersytecie w Halle. Studiował od 1925 roku prawo w Hamburgu, a następnie na Uniwersytecie w Berlinie, gdzie w 1928 otrzymał stopień doktora filozofii, w 1930 roku zdobył dyplom z prawa międzynarodowego na Akademii Prawa Międzynarodowego w Hadze. Po studiach podjął praktykę jako asystent sędziego, zaprzyjaźnił się podczas niej z synem jednego z sędziów Hansem Klossem. Po odbyciu praktyki został skierowany jako sędzia do miejscowości Kelbra. Jako znajomy rodziny Zeissów prowadził w owym czasie wykłady dla pracowników zakładów Zeissa.

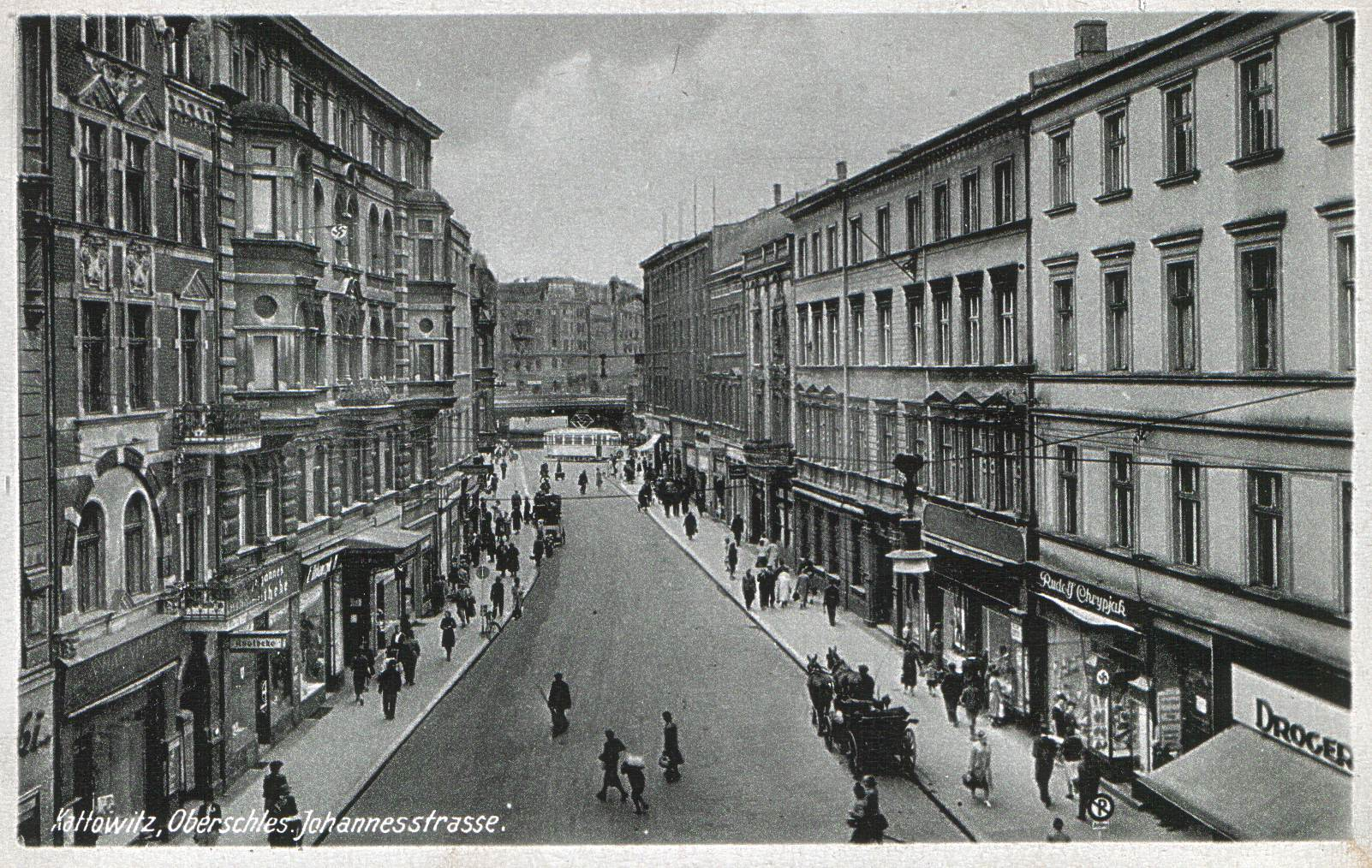
Johannesstrasse w początku XX wieku, Borinscy mieszkali tu pod numerem 8

Aby uciec przed nasilającymi się w Niemczech represjami wobec osób pochodzenia żydowskiego, wyjechał do Stanów Zjednoczonych. 21 marca 1938 roku na pokładzie Queen Mary przybył do Nowego Jorku. W latach 1942–1945 służył w wywiadzie amerykańskiej armii jako tłumacz (znał niemiecki, angielski, francuski, polski, hiszpański i rosyjski), między innymi w Europie. Podczas służby otrzymał 22 listopada 1943 roku amerykańskie obywatelstwo. Po opuszczeniu armii kontynuował studia, w 1947 r. otrzymał tytuł magistra socjologii z University of Chicago i przyjął ofertę pracy jako wykładowca socjologii w Tougaloo College w stanie Missisipi, gdzie uczył też niemieckiego i rosyjskiego. W 1954 obronił doktorat z socjologii na University of Pittsburgh.
W USA na przełomie lat pięćdziesiątych i sześćdziesiątych wciąż obowiązywały tzw. prawa Jima Crowa, rasistowski system odmawiający wielu praw ludności czarnoskórej. Stan Missisipi był jedną z twierdz segregacji i represji wobec ciemnoskórych. Tougaloo było uczelnią dla czarnych. Borinski jako jeden z pierwszych organizował zajęcia, wykłady i spotkania, na których biali i czarni studenci siedzieli przy jednym stole. Publikował prace poświęcone problematyce rasowej. Z racji swoich poglądów i działań był inwigilowany przez agencję stanową Mississippi State Sovereignty Commission strzegącą praw segregacji i inwigilującą działaczy ruchu praw obywatelskich.
Borinski wykładał w Tougaloo aż do swojej śmierci w wieku 82 lat. Z czasem stał się ikoną ruchu równouprawnienia czarnych. Jego imieniem nazwano jeden kompleksów budynków koledżu Tougaloo. Jest pochowany na małym cmentarzu na terenie kampusu. W styczniu 2000 roku odbyła się pierwsza z corocznych konferencji na jego cześć. American Civil Liberties Union nadaje doroczną nagrodę jego imienia.